# マゴニア
マゴニア (Magonia) とは、初期中世フランスにおける、伝説上の土地である。空中の大陸ともされる。

## 概説
カロリング朝時代、リヨンの大司教アゴバルドゥス (769-840) が814-17年ごろに著した『雹と雷に関する民衆の謬信』 (Agobardus Lugdunensis, Liber Contra Insulsam Vulgi Opinionem de Grandine et Tonittruis. Patrologia Latina CIV, 147-158) に、以下のようにマゴニアについての記述がある。
アゴバルドゥスの見聞したところによると、「マゴニア」と呼ばれる土地から船が出帆し、雲中を航行してやってくると多くの人々が信じていた。その話によると、天空を渡る船乗りたちはテンペスタリイ (Tempestarii) 「嵐を起こすものたち」と共謀し、かれらに金を渡して、引き換えに霰と嵐によって零れ落ちた穀物や果実を受け取り、それを船に積んでマゴニアに持ち帰るという。
ある日、アゴバルドゥスは、かかる船から落ちてきたという囚われの4人の人々が男たちの集会に連れてこられるところを目撃した。4人のうち3人は男で、1人は女であった。4人は入牢後数日で石打の刑に処されたが、よくよく思量すると、かれらを捕えてきたのは盗人であったことが判明した。
アゴバルドゥスは、この地域で貴賎老若男女問わずマゴニアやテンペスタリイを信じていることを嘆き、「天候を制御できるのは神だけである」としてテンペスタリイやマゴニアの俗信を否定している。
アゴバルドゥス以降、マゴニアについての記録は途切れたが、14世紀、シエーナの聖ベルナルディーヌスが再びマゴニアの俗信について記述している。かれによれば、マゴニアとはある種の雲のことで、船を破壊する暴風雨の前兆として現われるのだという。

## 語源
「マゴニア」という語はラテン語形で、リヨンの人々が実際にどのような名称で呼んでいたのかはわからない。語源としては、現在はヤーコプ・グリムが紹介しているように magus 「魔術師」と関連するという説（「魔術師の土地」という意味になる）が支持されている。

## 註釈
1. ↑  山本通は「嵐屋」を訳語に当てている（ノーマン・コーン『魔女狩りの社会史』岩波書店、1983年、205-207頁）。cf. Cohn, Norman (2000) [1973/1993]. Europe's Inner Demons: The Demonization of Christians in Medieval Christendom. The University of Chicago Press. pp. 212-213

## 参考資料
- ジャン=クロード・シュミット『中世の迷信』松村剛訳、白水社、1998年。
- Grimm, Jacob (1854). Deutsche Mythologie. pp. 605-6